# Vidéo virale

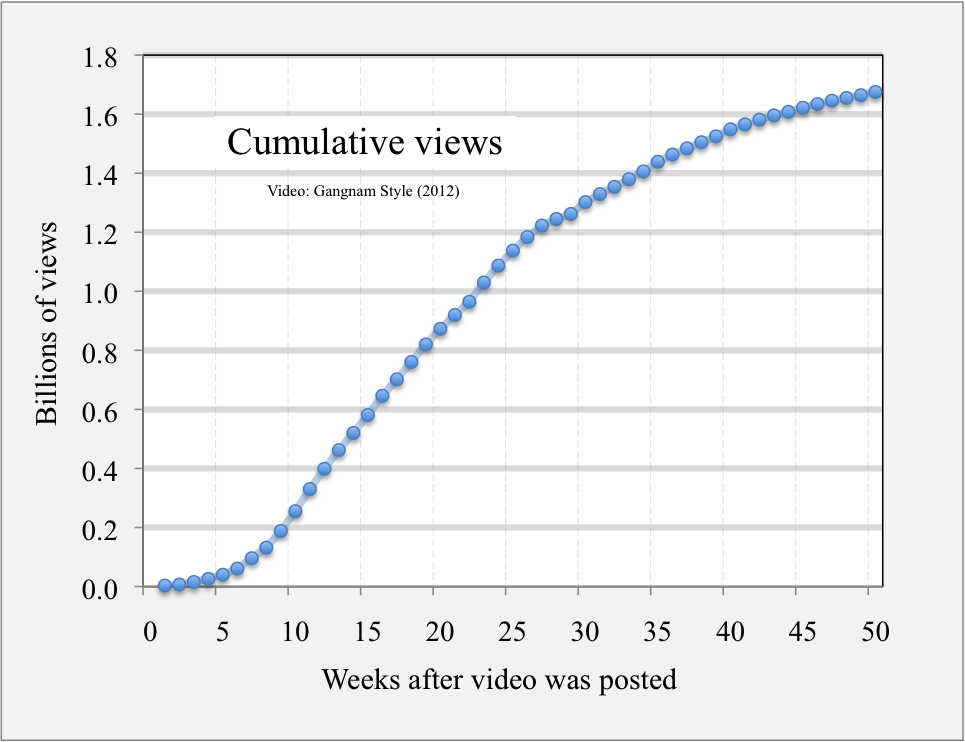
Un graphique représentant les vues de la vidéo Gangnam Style les semaines après sa sortie sur internet.

Une vidéo virale est une vidéo qui touche rapidement un vaste public sur Internet, généralement par le biais de courriels et de sites de partage de vidéos.

## Quelques exemples
- L'Oncle du bus (2006)
- Charlie Bit My Finger (2007)
- Un mot pour Kevin (2008)